# Lac du Poisson Blanc
Le lac du Poisson Blanc est un plan d'eau douce de la municipalité de Notre-Dame-du-Laus, dans la municipalité régionale de comté (MRC) de Antoine-Labelle, dans la région administrative des Laurentides, au Québec, au Canada.
Ce lac comporte deux attractions particulières :
- la grotte de l'église, située sur une presqu'île près de l'embouchure du Petit ruisseau Blanc (côté sud-ouest du lac) ;
- la grotte du lac Bigelow, située sur la rive est, au pied de la montagne du Pitchoff à Landray laquelle sépare le lac Bigelow et le lac du Poisson-Blanc.

## Toponymie
Le toponyme « lac du Poisson-Blanc » a été officialisé en 1931 pour désigner ce réservoir, en reprenant le nom du lac d'origine. Le nom du lac a été mentionné en 1914 par Eugène Rouillard. Le nom du lac fait référence aux poissons blancs qui sont abondants dans ses eaux. La dénomination générale de "Poisson blanc" désigne les poissons d'eau douce à chair pâle, molle et plutôt fade. Par exemple, le grand corégone (Coregonus clupeaformis) qui est un salmonidé des eaux douces froides, est aussi désigné couramment "poisson blanc".
En 1914, à la page 339 de son Dictionnaire des rivières et lacs de la Province de Québec, l'explorateur Rouillard relate que « Dans l'une des baies de ce lac se trouve une grotte remarquable appelée "La grotte de l'Église". Sa profondeur est estimée à 500 pieds, alors qu'à une distance de 40 pieds de l'entrée, elle mesure, en hauteur et en largeur, vingt pieds. »,
Le toponyme « lac du Poisson-Blanc » a été officialisé le 5 décembre 1968 à la Banque des noms de lieux de la Commission de toponymie du Québec.